# Ligazón (náutica)
En náutica, la ligazón es en general todas las piezas que constituyen el esqueleto de un barco y de todas las que se instalan para aumentar la rigidez del conjunto. (fr. Allonge; ing. Futtock; it. Allungliatoro).
En las cuadernas, se da el nombre de primera, segunda, tercera, etc., ligazón a las distintas piezas que forman las de los barcos de madera.
Sobre los extremos iguales o desiguales de las varengas se apoyan a babor y estribor las llamadas primeras ligazones, que son la primera, tercera, quinta, etc., de babor o de estribor.
El segundo plano de las cuadernas está constituido por las llamadas segundas ligazones, que a partir de los genoles y numeradas segunda, cuarta, etc., forman las dos ramas. Las ligazones primeras y segundas van encoramentadas.
Las ligazones más altas reciben el nombre de barraganetes o ligazones de revés o simplemente reveses.